# 埃梅克祖里姆國家公園
31°47′22″N 35°14′36″E / 31.78944°N 35.24333°E

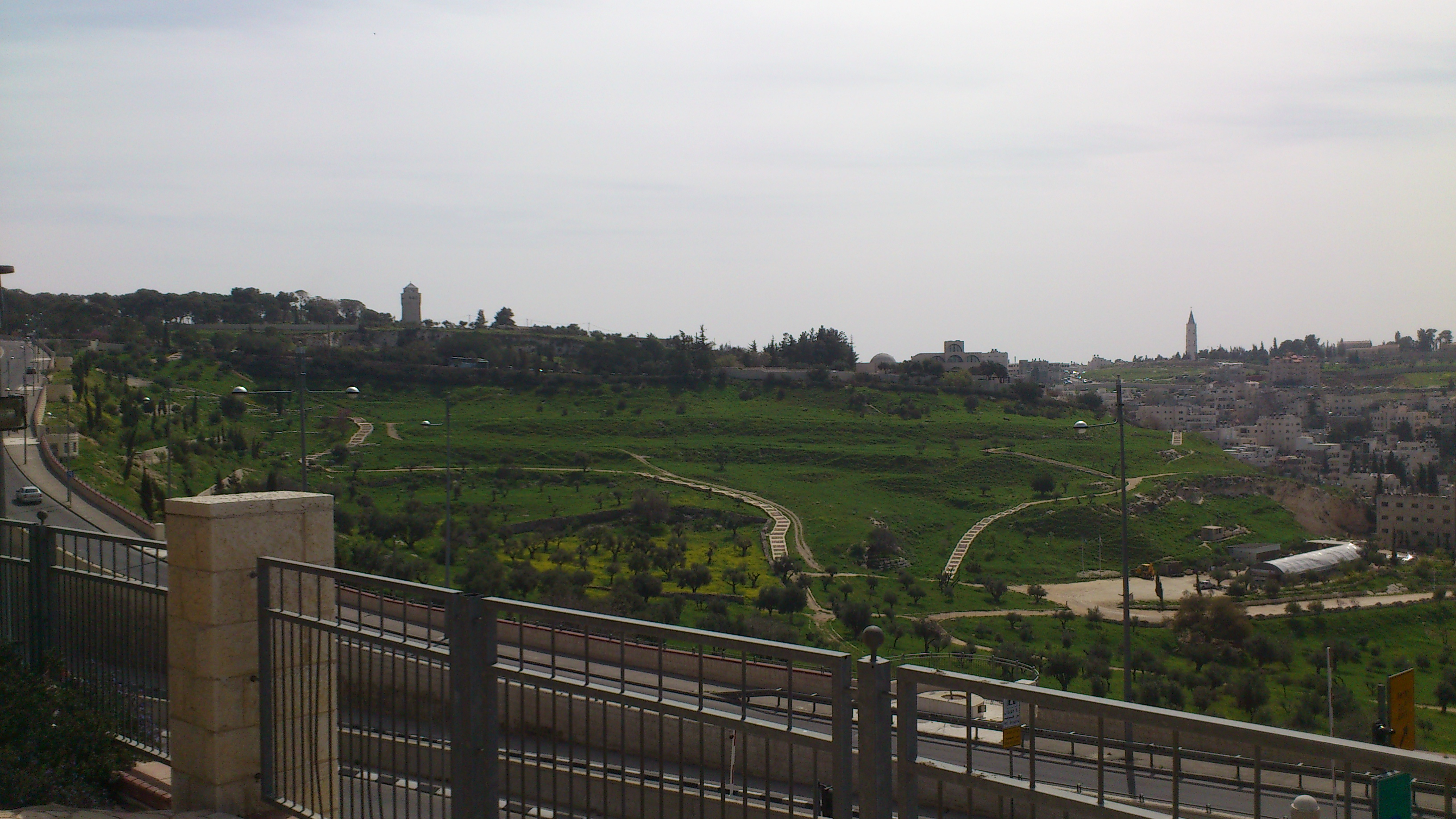

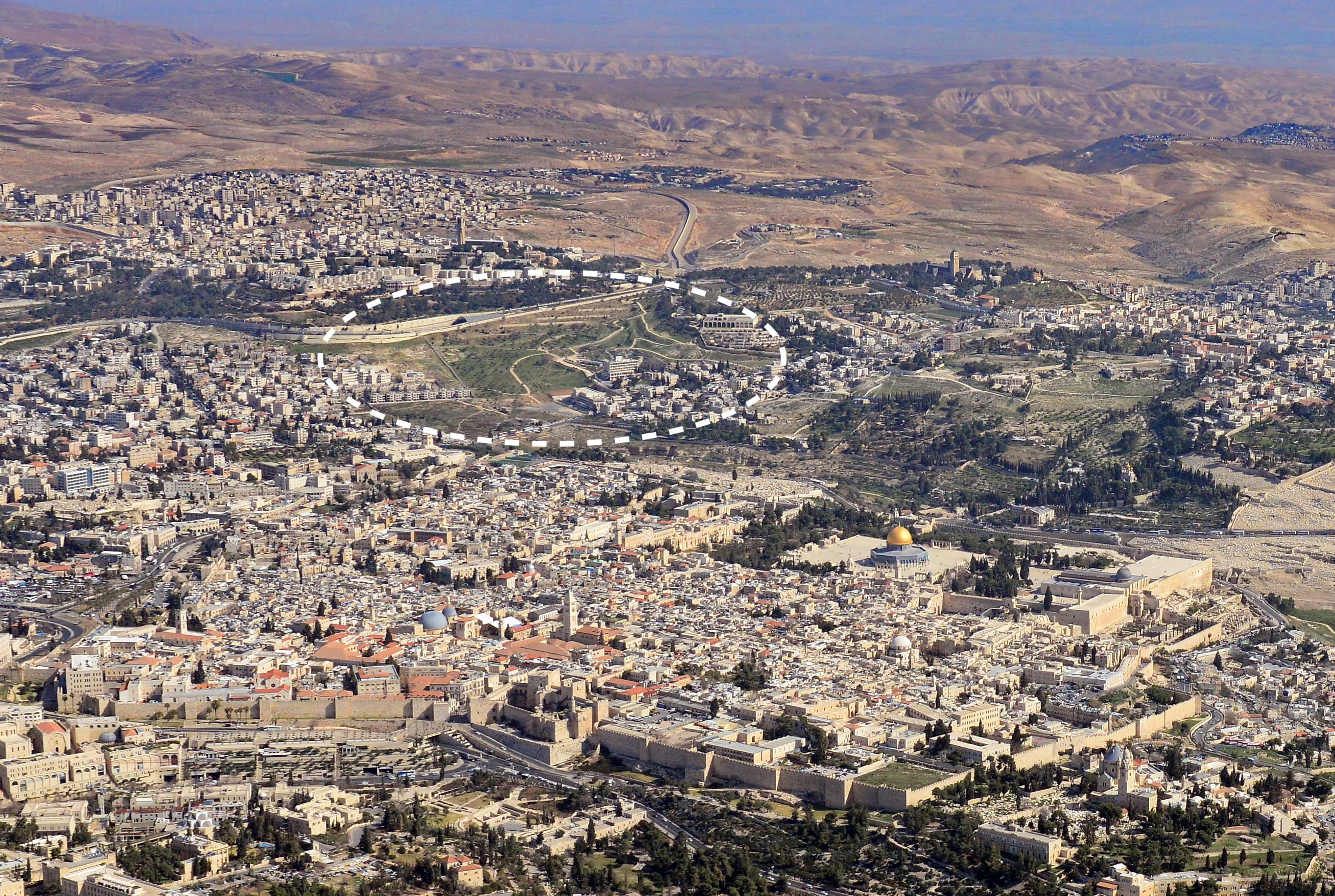

埃梅克祖里姆國家公園是以色列的國家公園，位於該國東部耶路撒冷區，處於橄欖山和斯科普斯山西坡，佔地面積0.17平方公里。